# El huerto del francés
El huerto del francés es una película española de drama y terror estrenada en 1978, coescrita y dirigida por Paul Naschy y protagonizada en los papeles principales por el propio Paul Naschy, Agata Lys y María José Cantudo.
Fue la segunda película dirigida por Paul Naschy (que la estrenó con su verdadero nombre, Jacinto Molina) con un guion basado en los crímenes del huerto del francés, una serie de asesinatos acaecidos en localidad sevillana de Peñaflor entre 1898 y 1904. Fue rodada en Algete, Sevilla y Peñaflor, en los mismos escenarios en que sucedieron los hechos y se la considera una película de culto.
En la edición de 2020 del Festival de Cine de Sitges y del Festival de Cine Fantástico de Canarias "Isla Calavera", se exhibió una copia restaurada de la película.

## Sinopsis
En el pueblo de Peñaflor, un municipio cerca de Sevilla, vive Juan Andrés Aldije "El Francés", que se ha establecido como prestamista y se ha casado con Elvira Orozco, una joven hermosa e hija del hombre más pudiente del lugar. "El Francés" es propietario de unos terrenos donde ha construido una casa con un jardín y un huerto. 
Allí organizaba una especie de casino-burdel clandestino, donde las personas ricas del lugar iban a gastarse el dinero. "El Francés" junto con su compinche José Muñoz Lopera, captaban jugadores engatusándolos con la posibilidad de ganar dinero con facilidad, pero una vez llegaban a la finca, eran golpeados hasta la muerte y desvalijados y sus cuerpos enterrados en el huerto. 
Un día Miguel Rejano, que había viajado al pueblo con mucho dinero para hacer unas inversiones, desaparece sin dejar rastro. Unos parientes suyos denunciaron su desaparición, contratando a un detective, el policía Laureano Rodríguez, que finalmente acaba descubriendo los cadáveres.
Al final los criminales fueron detenidos y condenados a muerte al garrote vil.

## Reparto
- María José Cantudo ... Andrea
- Ágata Lys	 ... Charo
- Paul Naschy ... Juan Andrés Aldije 'El Francés'
- José Calvo ... José Muñoz Lopera
- Carlos Casaravilla ... Don Antonio
- José Nieto ... Don Miguel
- Silvia Tortosa ... Amparo
- Julia Saly ... Elvira Orozco
- Yolanda Ríos ... Socorro
- Luis Ciges ... Verdugo
- Nélida Quiroga ... Engracia, la comadrona
- José Moreno ... Ricardo